# Египет през Средновековието
Историята на Египет през Средновековието обхваща управлението му като византийска провинция и ислямското му управление след нашествието на арабите през VII век.

## Византийски Египет
По времето на Византия Египет е разделен на девет провинции, чиито управители имат като основна цел събирането на данъците. Още от времето на римляните Египет е основен източник на жито за империята, а приходите от египетските данъци съставляват една четвърт от имперските приходи. Столицата му Александрия е най-голямото имперско пристанище.
С утвърждаването на християнството нараства ролята на Александрийската патриаршия в управлението на диоцеза. Същевременно в християнството се появяват редица нови течения. По това време сред коптите в Египет е широко разпространено монофизитското учение, което традиционните християни считат за ерес. Византийското правителство се бори с ереста и в опитите си да спаси религиозното единство на империята, император Ираклий се опитва да намери компромис с пропагандиране на монотелитството, но то не е възприето, дори когато бива налагано със сила. Тази политика води до това, че противопоставянето между основната маса жители и имперските власти става дори по-голямо, отколкото в Сирия и Палестина.
По време на продължителната персийско-византийска война Египет е временно превзет от персийския цар Хозрой II в периода 616 – 629 година. Към 635 г. арабите започват систематично да отвоюват византийски и персийски територии, като в началото завладяват Сирия, а след това се насочват и към Египет. Египет е с отслабена военна сила, с разпръснати и малочислени военни гарнизони. Арабското нашествие е неочаквано и заварва страната напълно неподготвена. В допълнение, монофизитите не оказват съпротива и дори посрещат нашествениците с радост.

## Ислямско завоюване на Египет
Армия от 4000 араби, начело с Амр ибн Ал-ас е изпратена от халиф Омар с цел разпространение на исляма в земята на фараоните – Египет. Арабите нахлуват в Египет през Суецкия полуостров и Палестина през декември 639 г. и бързо се придвижват по делтата на Нил. Имперските гарнизони отстъпват от много градове на Египет на запад, където се укрепяват в една от крепостите и водят успешна отбрана. Арабите получават подкрепление в размер на 5000 войника в 640 година и разгромяват византийците при Хелиополис. Амр изпраща войска в Александрия, която му се предава в съответствие с договор, подписан на 8 ноември 641 г. Византия се лишава от града.
Направен е опит да се върне Александрия през 645 година, но той окончателно се проваля през 646 г. след пълен разгром на византийската армия. През 654 г. Констант II изпраща голям флот за отвоюване на Египет, но флотът е разбит от арабите, които по това време са се укрепили добре по море. Повече сериозни опити за отвоюване на Египет от арабите Византия не предприема.

## Мамелюкски султанат
Един от най-могъщите мамелюкски владетели, Байбарс (1260 – 1277 г.), се изкачва на власт, след като участва в разбиването на монголите в битката при Айн Джалут през 1260 година.
През 15 век мамелюците се включват във войната срещу османските турци, които превземат Кайро през 1517 г. Османският владетел Селим I слага край на управлението на мамелюците и поставя неголям гарнизон в Кайро. Въпреки това мамелюците запазват известна автономност и власт.